# Wielonarodowy Korpus Szybkiego Reagowania ARRC
Wielonarodowy Korpus Szybkiego Reagowania (ang. Allied Rapid Reaction Corps – ARRC) – wyższy związek taktyczny Paktu Północnoatlantyckiego.

## Charakterystyka
Po zakończeniu zimnej wojny struktury wojskowe NATO poddane zostały głębokiej reorganizacji. W 1991 zostały utworzone między innymi Siły Reagowania NATO.
Zasadniczym trzonem uderzeniowym sił szybkiego reagowania były wojska Korpusu Szybkiego Reagowania ARRC. Korpus został sformowany w 1992 na bazie brytyjskiego 1 Korpusu Armijnego stacjonującego w Bielefeld. Dowództwu korpusu miało podlegać dziesięć ekwiwalentnych dywizji. Kontyngent stanowiły narodowe oddziały sił zbrojnych Niemiec, Belgii, Danii, Holandii, Hiszpanii, Grecji, Wielkiej Brytanii, Włoch, Portugalii, Turcji i Stanów Zjednoczonych. Ponadto w skład korpusu wchodziła Wielonarodowa Dywizja Powietrznomanewrowa „Centrum”.
Głównym zadaniem korpusu było przygotowanie się do sprawowania funkcji i prowadzenia operacji lądowych – jako dowództwo korpusu, dowództwo komponentu lądowego, dowództwo komponentu lądowego Sił Odpowiedzi NATO i jako Połączone Stanowisko Dowodzenia Sił.
Podczas swojej kadencji korpus dowodził między innymi: siłami lądowymi podczas misji IFOR w Bośni w latach 1995–1996; siłami lądowymi podczas wojny w Kosowie w 1999 oraz oddziałami ISAF w Afganistanie w 2006.
W 2011 Korpus wzmocnił 250 oficerami i żołnierzami kwaterę dowództwa ISAF w Afganistanie.
W 2010 Dowództwo Korpusu zostało przeniesione do Gloucester. Sztab Korpusu składał się z około 400 osób personelu, przy czym żołnierze Wielkiej Brytanii stanowili jego 60 procent. Na dowódcę korpusu wyznaczany jest trzygwiazdkowy generał angielski.

## Dowódcy korpusu
Dowódcy Wielonarodowego Korpusu Szybkiego Reagowania NATO:
| Stopień, imię i nazwisko       | Czasokres |
| ------------------------------ | --------- |
| gen. ltn. Jeremy Mackenzie     | 1992–1994 |
| gen. ltn. Michael Walker       | 1994–1997 |
| gen. ltn. Mike Jackson         | 1997–2000 |
| gen. ltn. Christopher Drewry   | 2000–2003 |
| gen. ltn. Richard Dannatt      | 2003–2005 |
| gen. ltn. David J. Richards    | 2005–2007 |
| gen. ltn. Richard Shirreff     | 2007–2011 |
| gen. ltn. James Bucknall       | 2011–2013 |
| gen. ltn. Timothy Evans        | 2013–2016 |
| gen. ltn. Timothy Radford      | 2016–2019 |
| gen.ltn. Edward Smyth-Osbourne | 2019–2021 |
| gen. ltn. Nick Borton          | 2021–     |